# Stare Byliny
Stare Byliny [pronunciación en polaco: /ˈEstrellaɛ bɨˈlinɨ/] es un pueblo ubicado en el distrito administrativo de Gmina Rawa Mazowiecka, dentro del Distrito de Rawa, Voivodato de Łódź, en Polonia central. Se encuentra aproximadamente a 8 kilómetros al suroeste de Rawa Mazowiecka y a 48 kilómetros al este de la capital regional Łódź.
El nombre se traduce a "viejos poemas heroicos".